# Römisch-katholische Kirche in Island
Die römisch-katholische Kirche in Island ist Teil der römisch-katholischen Kirche. Sie konsolidierte sich im 19. und 20. Jahrhundert neu, nachdem sie seit der Reformation in Island praktisch nicht mehr bestanden hatte.
Das ganz Island umfassende Bistum Reykjavík (isländisch Reykjavíkurbiskupsdæmi) betreute unter insgesamt 363.000 Isländern eine Anzahl von 14.632 Katholiken in 8 Pfarreien (Stand: 31. Dezember 2020) mit 17 Kirchengebäuden und Kapellen, und mit einem Katholikenanteil von 3,8 % hat Island den höchsten Katholikenanteil aller skandinavischen Bistümer.

## Geschichte
Nach der Christianisierung Islands um das Jahr 1000 gab es die beiden Bischofssitze Skálholt (seit 1056) und Hólar (seit 1106). Sie unterstanden zunächst – wie Skandinavien insgesamt – dem Erzbistum Bremen, ab 1104 dem Bistum Lund und ab 1152 dem Erzbistum Trondheim. 1056 wurde Ísleifur Gissurarson vom Bremer Erzbischof Adalbert zum ersten Bischof von Island und Grönland geweiht.
In der Reformation wurden diese Bistümer von Rom gelöst und die lutherische Lehre eingeführt. Schon 1536 hatte Christian III. von Dänemark dabei die evangelisch-lutherische Religion für sein Land, Norwegen und die Färöer durchgesetzt. Er profitierte davon, war er doch jetzt selbst das Kirchenoberhaupt und konnte so über den Reichtum und die Güter der Kirche verfügen.
Als der Bischofssitz von Skálholt im Jahre vakant wurde, beeilte er sich daher einen Protestanten hier einzusetzen, der für schnelle Verbreitung der evangelischen Religion sorgte. Allerdings widersetzte sich dem der katholische Bischof Jón Arason auf Hólar. Dank weitreichender Unterstützung in der Bevölkerung gelang es ihm, viele Gemeinden für den katholischen Glauben zurückzugewinnen. Er rief seine Landsleute auf, den Dänen und der Reformation Widerstand zu leisten, notfalls auch mit Waffen. Gegen die Macht des Königs konnte er sich jedoch letztlich nicht halten. Er wurde verraten und fiel den Dänen in die Hände. 1550 wurde Jón Arason mit zweien seiner Söhne in Skálholt hingerichtet.

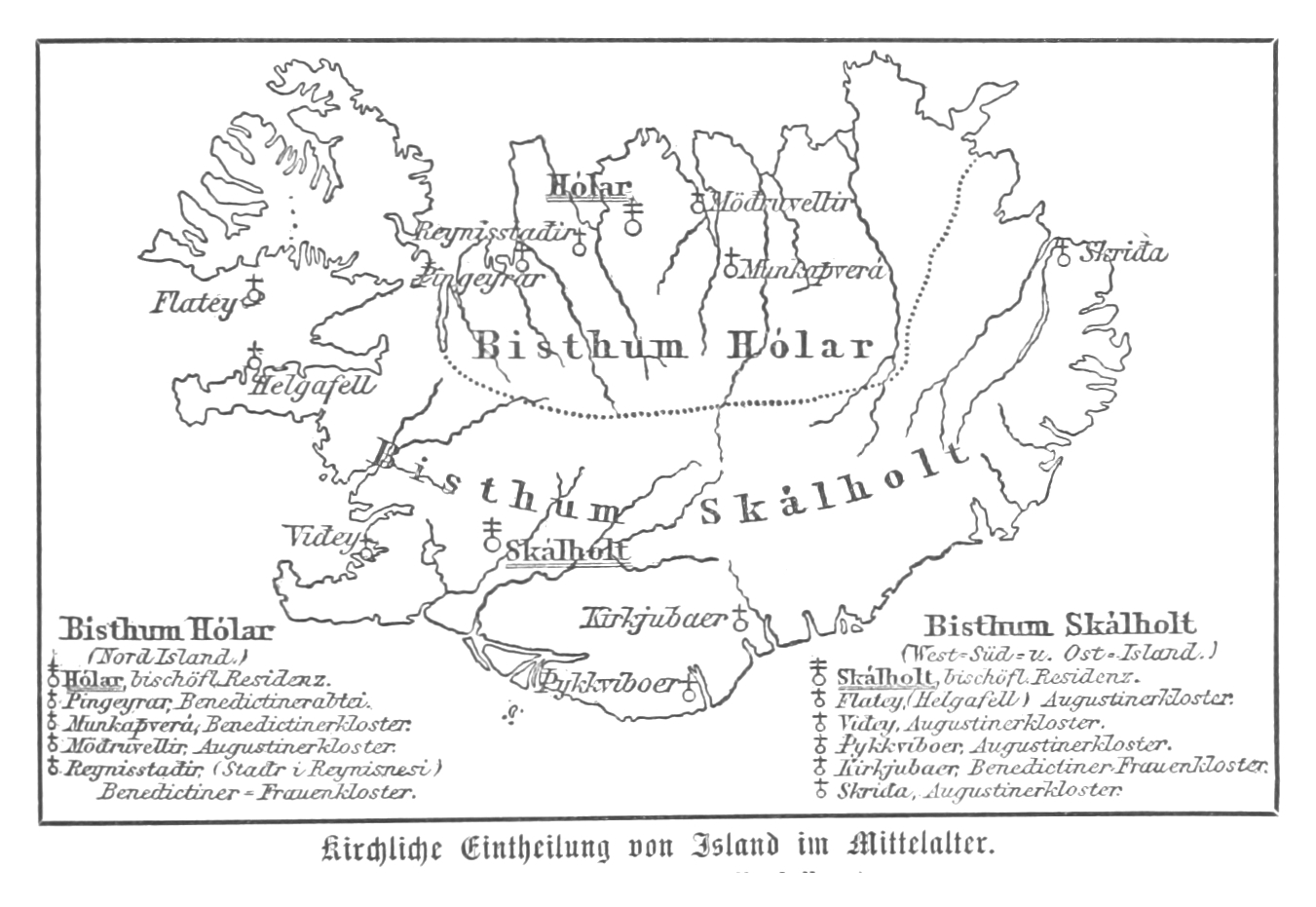
Karte der isländischen Bistümer und Klöster im Mittelalter von Alexander Baumgartner

Erst 300 Jahre später, im Rahmen der katholischen Nordpolmission (Praefectura Apostolica Poli Arctici) von 1855 bis 1869, setzten wieder katholische Priester ihren Fuß auf isländischen Boden. Die beiden Franzosen Bernard Bernard (1821–1895) und Jean-Baptiste Baudoin (1831–1875) erreichten 1857 (Bernard) bzw. 1858 (Baudoin) Island und erwarben dort im Jahre 1859 das Anwesen Landakot nahe Reykjavík, worauf sie 1864 schließlich eine kleine Kapelle errichteten. Alles in allem hatten sie und ihr Vorhaben jedoch einen mehr als problematischen Stand: während Bernard bereits 1862 das Land verließ, blieb Baudoin noch bis 1875, jedoch ohne größere Erfolge dabei zu verzeichnen.
Zu dieser Zeit gab es allerdings die Nordpolmission nicht mehr. Als sie 1869 aufgehoben wurde, kam die isländische Mission zur Apostolischen Präfektur Dänemark, die 1892 zum Apostolischen Vikariat erhoben wurde. Nach dem Tod Baudoins gab es 20 Jahre lang keinen residierenden Priester mehr in Island. Nur einmal im Jahr kam ein Priester aus Dänemark, um den wenigen Katholiken die Sakramente zu spenden. Erst 1896 wurde wieder, diesmal von Dänemark aus, eine katholische Mission auf Landakot, dem alten Besitz der Nordpolmission, gegründet.
Am 12. Juni 1923 wurde eine Apostolische Präfektur in Island errichtet. Diese wurde 1929 zum Apostolischen Vikariat erhoben. Erster Bischof war Martin Meulenberg, ein geborener Rheinländer. 1932 zählte Island 218 Katholiken, 2 Missionsstationen, 4 Priester und 2 Laienbrüder sowie 30 Josefschwestern von Chambéry.
Am 18. Oktober 1968 wurde das Apostolische Vikariat zur Diözese erhoben. Das Bistum Reykjavík, das bei seiner Gründung zwei Pfarreien umfasste, ist unmittelbar dem Heiligen Stuhl unterstellt. Am 14. Januar 1984 bestätigte Papst Johannes Paul II. Þorlákur Þórhallsson als Schutzheiligen Islands. Höhepunkt in der jüngsten Zeit war der Papstbesuch durch Johannes Paul II. im Jahr 1989.
Von 1998 bis 2000 entstand in Akureyri durch Umbau eines Hauses die Kirche St. Peter.
Als fünfte Pfarrei Islands wurde am 28. Juli 2007 St. Thorlák in Reyðarfjörður im Osten Islands gegründet, die 2017 eine neue Kirche bekam. Der Sitz der rund 600 Katholiken zählenden Pfarrei soll langfristig in das 32 km entfernte Egilsstaðir verlegt werden, wo ein Gemeindezentrum mit einer Kapelle (50 Sitzplätze) im Bau ist. Die Kapelle wurde Ende 2009 geweiht. Als sechste Pfarrei wurde im September 2014 St. Johannes Paul II in Keflavík gegründet und die gleichnamige Pfarrkirche am 21. September 2014 geweiht. Auch in Selfoss im Süden Islands ist für die nahe Zukunft der Bau einer Kirche mit 100 Sitzplätzen und eines Pfarrzentrums geplant. Mit dem Bau wurde 2015 begonnen.
2019 waren von den Einwohnern Islands 14.400 (4 %) römisch-katholisch bei deutlich steigender Tendenz, damit war die katholische Kirche die zweitgrößte Glaubensgemeinschaft im Land. Island hat den höchsten Katholikenanteil aller skandinavischen Länder, der sich zum überwiegenden Teil aus katholischen Immigranten vor allem aus Polen, Litauen, den Philippinen sowie anderen katholisch geprägten Herkunftsländern zusammensetzt. Nur rund 2.000 Katholiken sind in Island geboren.
Seit 1976 unterhält der Heilige Stuhl eine diplomatische Vertretung in Island. Apostolischer Nuntius ist seit dem 9. November 2022 Erzbischof Julio Murat.

## Apostolischer Präfekt von Island
- Martin Meulenberg SMM (1923–1929)

## Apostolische Vikare von Island
- Martin Meulenberg SMM (1929–1941)
- Jóhannes Gunnarsson SMM (1942–1967)

Wappen von Bischof David Tencer OFMCap

## Bischöfe von Reykjavík
- Hendrik Hubert Frehen SMM (1968–1986)
- Alfred James Jolson SJ (1987–1994)
- Joannes Baptist Matthijs Gijsen (1996–2007)
- Pierre Bürcher (2007–2015)
- David Tencer OFMCap (seit 2015)

## Kirchenzeitung
Seit 1990 erscheint sechsmal im Jahr die Kirchenzeitung Kaþolska Kirkjublaðið.

## Bistumsgliederung, Kirchengebäude und kirchliche Einrichtungen

### Pfarreien
Das Bistum ist in acht Pfarreien gegliedert:

#### Kristskonungssókn (Christkönig)

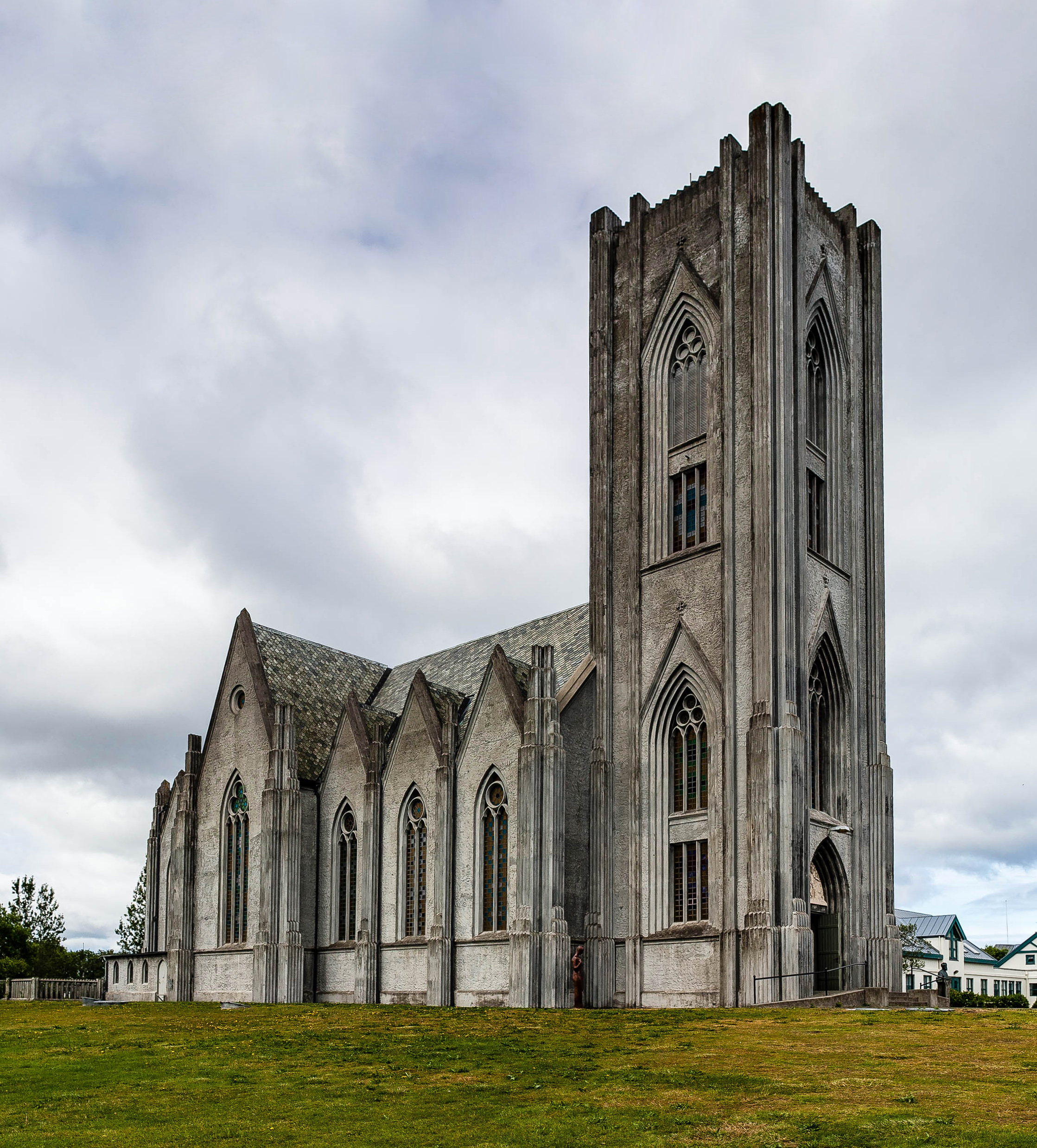
Kathedrale in Reykjavík

Die Pfarrei Kristskonungssókn in der isländischen Hauptstadt Reykjavík ist der Bischofssitz und die Mutterpfarrei des Bistums. Die Pfarrei wurde 1860 als Missionsstation gegründet und trägt das Patrozinium Christus König. Durch Neugründungen weiterer Pfarreien verringerte sich ihre Ausdehnung. Ihre Pfarrkirche ist die 1929 geweihte Kathedrale Krists Konungs (Christus König) auf Landakot in Reykjavík. Sie ist die größte katholische Kirche in Island und trägt seit 1999, als einzige Kirche in Skandinavien, den Titel Basilika (Basilica minor).

#### Sókn hl. Frans frá Assisi (Hl. Franz von Assisi)
Die Pfarrei Sókn hl. Frans frá Assisi befindet sich Westen von Island, sie wurde am 1. September 2018 gegründet und ist damit die achte und jüngste Pfarrei Islands. Ihr Schutzpatron ist der heilige Franz von Assisi. Zuvor gehörte ihr Gebiet zur Pfarrei Kristskonungssókn. Ihre Pfarrkirche ist die Kirkja hl. Frans frá Assisi oder die Kapella Maríu meyjar, hinnar ævarandi hjálpar (Kapelle Unserer Lieben Frau von der immerwährenden Hilfe), beide in Stykkishólmur. Monatliche Gottesdienste finden auch in Akranes, Borgarnes, Grundarfjörður, Ólafsvík und Patreksfjörður statt. Auf dem Gebiet der Pfarrei befindet sich auch der einzige Wallfahrtsort Islands, Maríulind bei Hellnar auf der Halbinsel Snæfellsnes. Eine Kirche oder Kapelle ist dort jedoch nicht vorhanden, sondern nur eine im Freien stehende Marienstatue. Bereits 1929 oder 1935 ließen sich Franziskanerinnen in Stykkishólmur nieder und bauten eine Kirche und ein Kloster, später auch ein Krankenhaus und eine Druckerei. 2009 übernahmen Schwestern aus dem Orden der Dienerinnen des Herrn und der Jungfrau Maria von Matará aus Argentinien das Kloster, das Krankenhaus wird inzwischen vom Isländischen Staat betrieben. Im ehemaligen Krankenhaus besteht seit 2016 auch das Exerzitien-, Bildungs- und Gästehaus Fransiskus-Hotel, die einzige Einrichtung dieser Art in Island.

#### Sókn hl. Jóhannesar postula (Hl. Apostel Johannes)

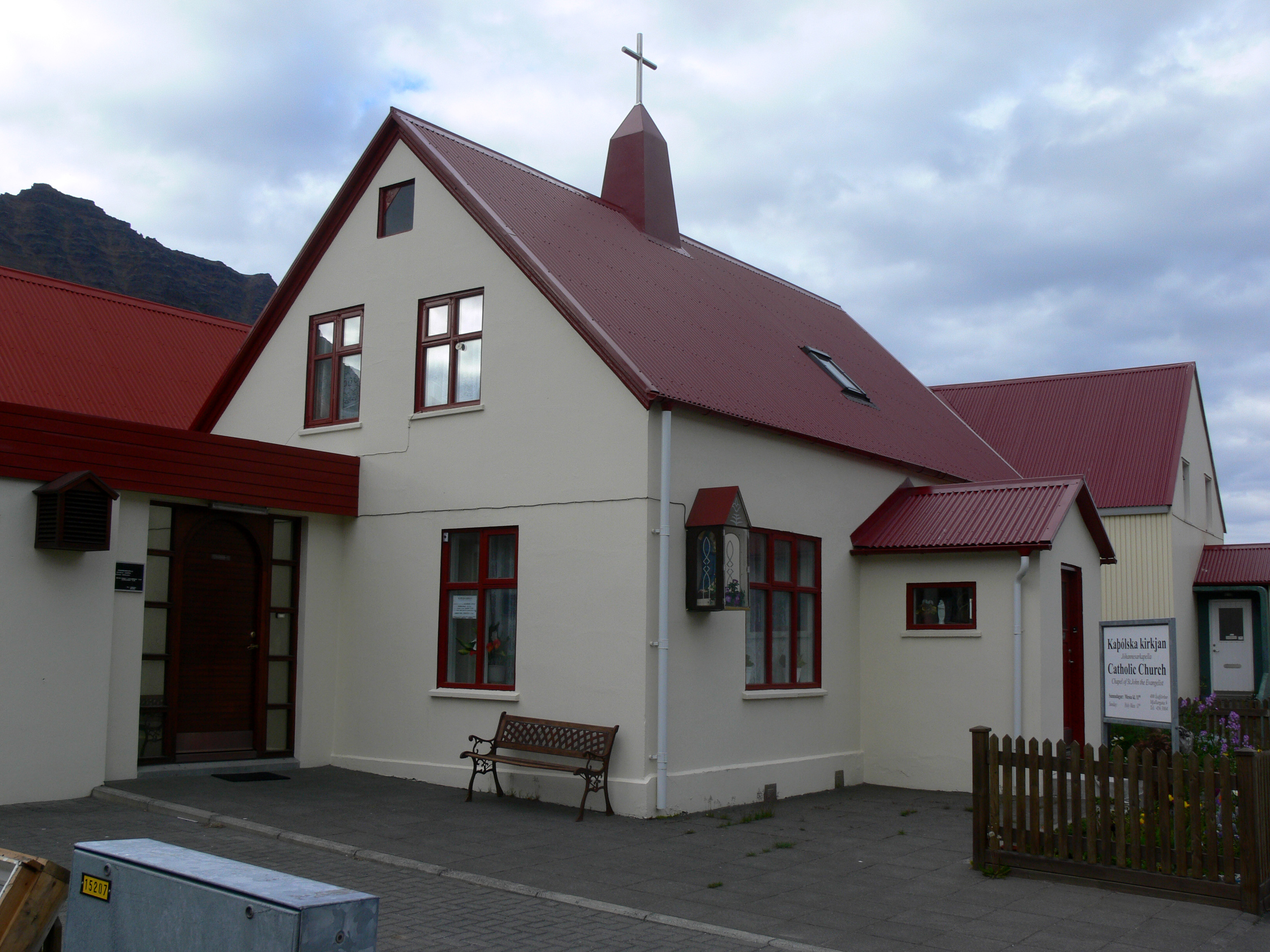
St. Jóhannesarkirkja in Ísafjörður

Die Pfarrei Sókn hl. Jóhannesar postula umfasst den Nordwesten von Island einschließlich Vestfirðir (Westfjorde) und ist nach dem Apostel Johannes benannt. Sie wurde erst 2016 gegründet, die erste Kapelle wurde jedoch bereits 1989 in Ísafjörður geweiht. Zuvor gehörte ihr Gebiet zur Pfarrei Kristskonungssókn. Ihre Pfarrkirche ist die St. Jóhannesarkirkja in Ísafjörður, aber auch in Suðureyri finden Gottesdienste statt.

#### St. Péturssókn (St. Petrus)

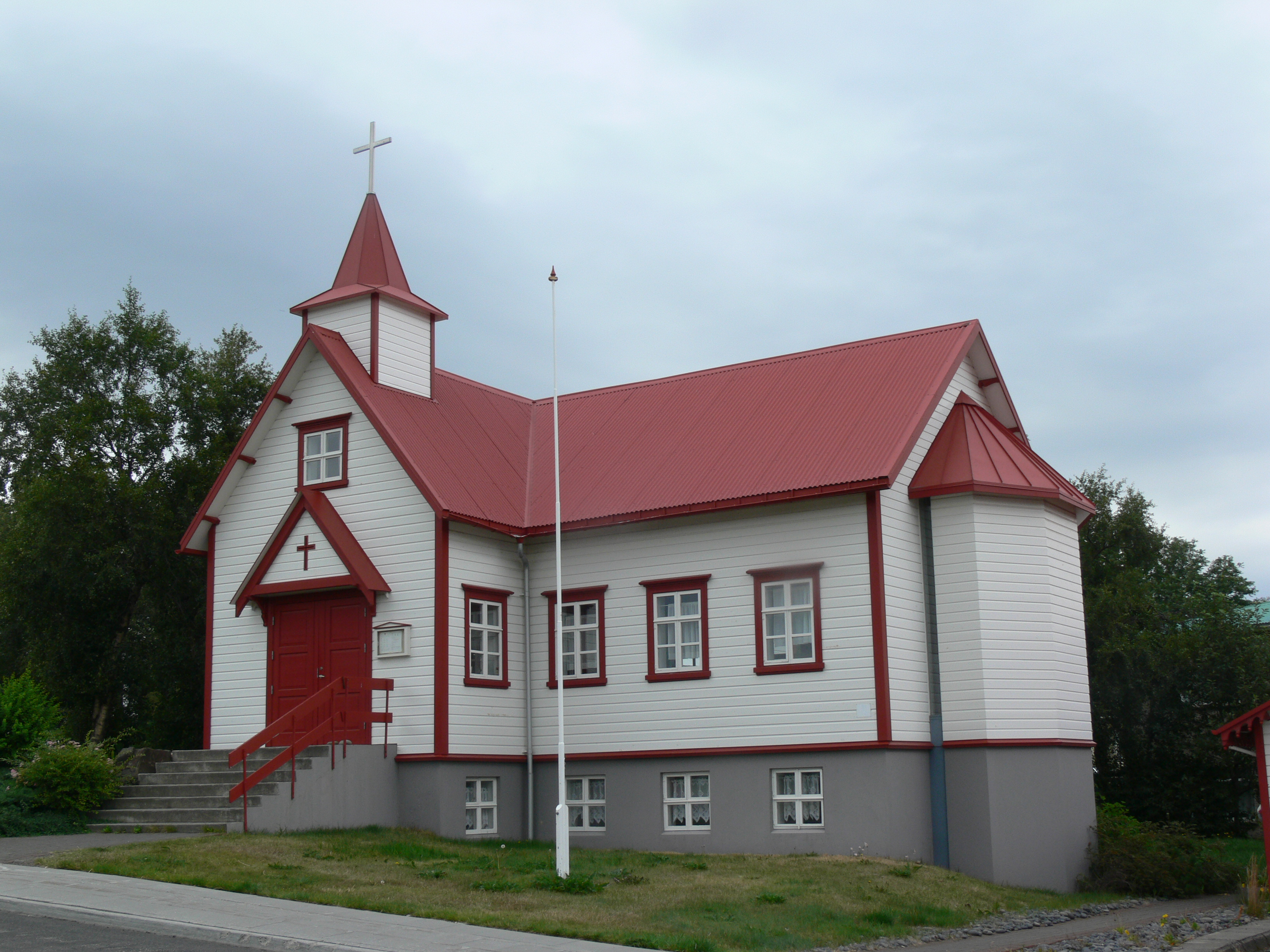
St. Péturskirkja in Akureyri

Die Pfarrei St. Péturssókn befindet sich im Norden von Island und ist nach dem Apostel Simon Petrus benannt. 1953 wurde sie als Quasipfarrei gegründet und im Jahre 2000 zur Pfarrei erhoben. Ihre Pfarrkirche ist die St. Péturskirkja in Akureyri, die in einem 1912 erbauten Haus eingerichtet wurde, das die katholische Kirche 1952 erwarb und von 1998 bis 2000 zur Kirche umbaute. In Akureyri befindet sich auch eine Niederlassung von Karmelitinnen mit einer eigenen Hauskapelle. Eine weitere Kapelle besteht in Dalvík. In den Ortschaften Blönduós, Húsavík und Sauðárkrókur finden monatlich Gottesdienste statt.

#### St. Þorlákssókn (St. Thorlak)

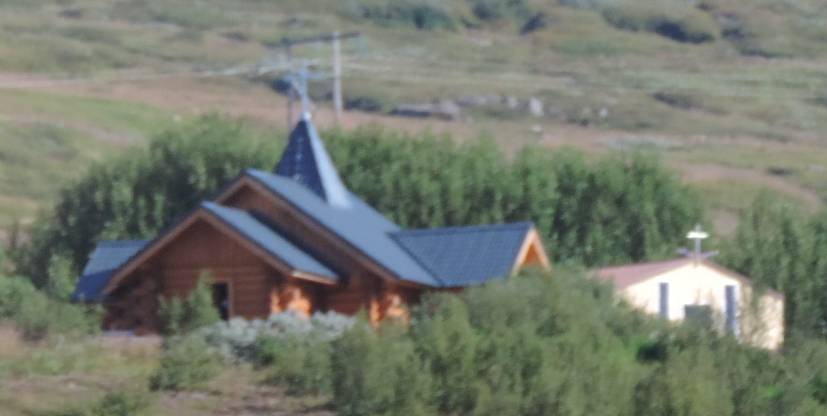
St. Þorlákskirkja in Reyðarfjörður

Die Pfarrei St. Þorlákssókn umfasst ungefähr die Region Austurland, und damit den Osten und Südosten von Island, ein Gebiet von rund 22.000 km². Sie wurde am 28. Juli 2007 als fünfte Pfarrei des Bistums gegründet und nach dem isländischen Bischof Þorlákur Þórhallsson (deutsch Thorlak Thorhallson) benannt. Ihre Gründung erfolgte, nachdem ab 2004 ausländische Arbeitskräfte zum Bau eines Aluminiumwerkes und des dafür erforderlichen Wasserkraftwerkes in diese Gegend gezogen waren. Ihre Pfarrkirche ist die St. Þorlákskirkja in Reyðarfjörður, an der Kapuziner aus der Slowakei wirken. Die Kirche ist eine Spende von Katholiken aus der Slowakei, sie wurde in der Slowakei gebaut, in Einzelteilen nach Island transportiert und im Juni 2017 von Bischof David Tencer geweiht. In Egilsstaðir, der größten Stadt im Osten Islands, besteht die am 20. Dezember 2009 geweihte und nach dem Leib Christi benannte Kapelle Corpus Christi. Die Kapelle und das dazugehörende Gemeindezentrum entstanden 2009 durch den Umbau der Räumlichkeiten einer ehemaligen Apotheke. Eine weitere, am 7. September 2013 geweihte Kapelle besteht in Höfn mit dem Patrozinium der Heiligen Familie und des heiligen Pfarrer von Ars, Jean-Marie Vianney.

#### St. Maríusókn (St. Marien)
Die Pfarrei St. Maríusókn befindet sich im Süden von Island, sie wurde 1985 gegründet und ist nach der heiligen Maria (Mutter Jesu) benannt. Ihre Pfarrkirche ist die Maríukirkja in Breiðholt, einem Stadtteil im Südosten von Reykjavík. Sie wurde am 25. März 1985 in Betrieb genommen und schließlich am 24. Mai 2001 geweiht. Regelmäßige Gottesdienste finden auch in einer Notkirche in Selfoss statt, die in einem Wohnhaus eingerichtet wurde. Am 20. April 2023 erfolgten durch Bischof David Tencer der erste Spatenstich und die Grundsteinlegung für ein Kirchengebäude in Selfoss. Weitere Gottesdienste finden einmal monatlich in den evangelisch-lutherischen Kirchen von Hvolsvöllur, Þorlákshöfn und Vestmannaeyjar statt.

#### Sókn heilags Jóhannesar Páls II (Hl. Johannes Paul II.)
Die Pfarrei Sókn heilags Jóhannesar Páls II umfasst den Südwesten von Island einschließlich der Halbinsel Reykjanesskagi, sie wurde im September 2014 gegründet und nach dem heiligen Papst Johannes Paul II. benannt, der in diesem Jahr heiliggesprochen wurde. Zuvor gehörte ihr Gebiet zur Pfarrei St. Jósefssókn. Ihre Pfarrkirche ist die am 21. September 2014 geweihte Kirkja heilags Jóhannesar Páls II in der zur Gemeinde Reykjanesbær gehörenden Stadt Keflavík. Papst Johannes Paul II. besuchte im Jahre 1989 Island und küsste auf dem Flughafen Keflavík, der heute zur Pfarrei gehört, den isländischen Boden.

#### St. Jósefssókn (St. Joseph)
Die Pfarrei St. Jósefssókn befindet sich im Westen von Island und ist dem heiligen Josef von Nazaret benannt. Sie wurde 1926 gegründet und war früher erheblich größer, unter anderem umfasste sie auch die Halbinsel Reykjanesskagi. Ihre Pfarrkirche ist die St. Jósefskirkja in Hafnarfjörður. Ferner befindet sich ein Kloster der Karmeliten in Hafnarfjörður, in dem seit 1984 Ordensschwestern aus Polen leben.

### Wallfahrtsstätte

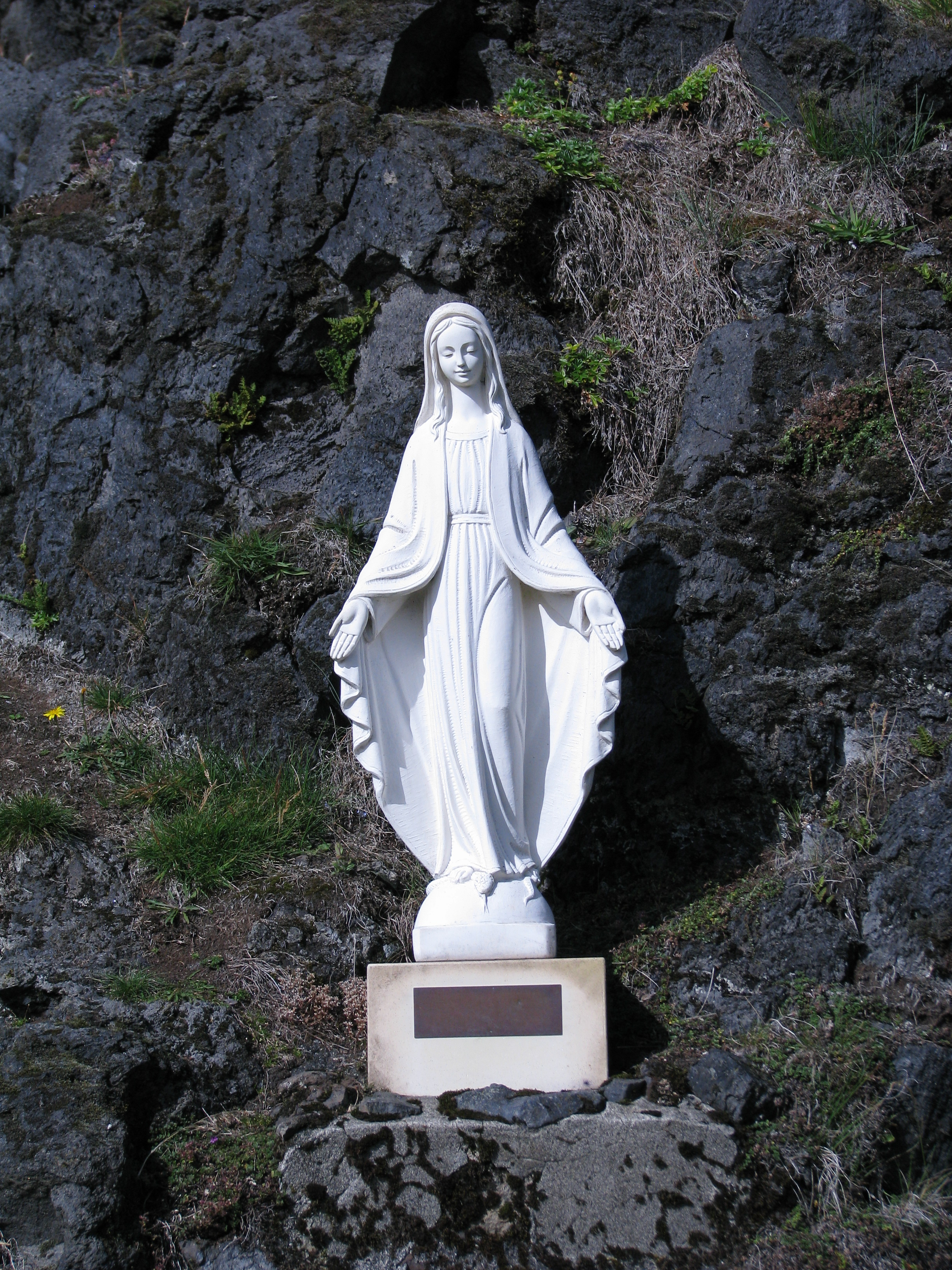
Marienstatue in Maríulind

Der einzige Wallfahrtsort Islands ist Maríulind bei Hellnar auf der Halbinsel Snæfellsnes, wo nach mündlicher Überlieferung im Jahre 1230 Maria in Begleitung dreier Engel dem Bischof Guðmundur dem Guten erschien und ihm gebot, eine Quelle zu
segnen. Diese Quelle ist seither nie mehr versiegt. Als Erinnerung daran wurde eine weiße Marienstatue errichtet.

### Exerzitien-, Bildungs- und Gästehaus
Das Fransiskus-Hotel in Stykkishólmur, die einzige katholische Einrichtung dieser Art auf Island, wurde 2016 nach einem Umbau durch Erzbischof Hans-Josef Becker eingeweiht. Der Gebäudekomplex umfasst auch die Kirche der örtlichen Gemeinde.